# Mikko Kouki

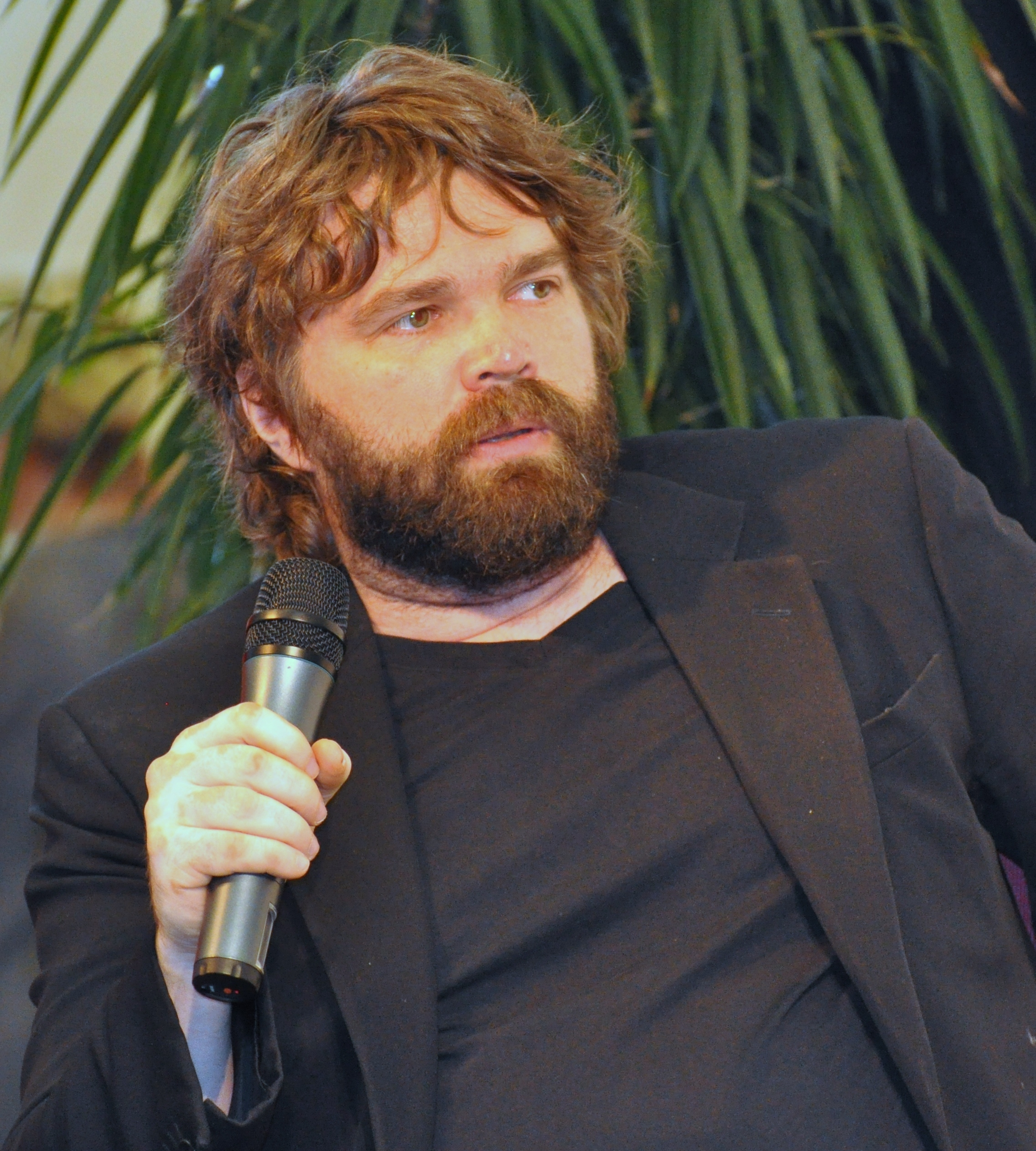
Mikko Kouki (2011)

Mikko Kristian Kouki (* 14. September 1967 in Lohja, Finnland) ist ein finnischer Schauspieler.

## Leben
Mikko Kouki ist der Sohn des Schauspielers Tapio Kouki und Neffe der Schauspielerin Marja-Leena Kouki. Sein Cousin ist der Schauspieler und Sänger Samuli Edelmann. Er absolvierte von 1986 bis 1991 ein Schauspielstudium an der Theaterakademie Helsinki. Anschließend fand er von 1991 bis 1994 Arbeit als Schauspieler am Stadttheater von Turku.
Bereits während seiner Studienzeit war Kouki auf der Leinwand zu sehen. So debütierte er 1988 als Raimo Hakala in der von Pekka Parikka inszenierten Literaturverfilmung Pohjanmaa, basierend auf dem gleichnamigen Roman von Antti Tuuri. Seine beiden größten Erfolge feierte er im Jahr 2007, als er zweimal mit dem nationalen Filmpreis Jussi ausgezeichnet wurde. Für seine Darstellung des Markku wurde er an der Seite seines Cousins Samuli Edelmann und Laura Malmivaara in der von Aku Louhimies inszenierten Komödie als Bester Nebendarsteller ausgezeichnet. Außerdem erhielt er für seine Arbeit an dem Drehbuch von dem ebenfalls von Louhimies inszenierten Liebesdrama Valkoinen kaupunki eine Auszeichnung für das Beste Drehbuch.
Kouki ist mit der Schriftstellerin Niina Repo verheiratet und hat zwei gemeinsame Söhne mit ihr.

## Filmografie (Auswahl)
- 1988: Pohjanmaa
- 2005: Das Mädchen und der Rapper (Tyttö sinä olet tähti)
- 2005: Eisiges Land (Paha maa)
- 2006: Riisuttu mies
- 2006: Valkoinen kaupunki
- 2007: Wunder einer Winternacht – Die Weihnachtsgeschichte (Joulutarina)
- 2008: Die Unbeugsame (Käsky)
- 2012: Liebe auf Finnisch (Vuosaari)
- 2016: Liebe zu verkaufen (Onnenonkija)
- 2017: Unknown Soldier – Kampf ums Vaterland s(Tuntematon sotilas)